# عطر شیرین عطر تلخ
عطر شیرین عطر تلخ فیلمی به کارگردانی  ناصر محمدی و به نویسندگی علیرضا اخلاقی محصول سال ۱۳۹۵است.این اثر آخرین ساخته سینمایی ناصر محمدی بعد ۱۵ سال و بیش از یک دهه دوری از سینما می باشد.

## بازیگران
این فیلم روایت دلبستگی دختر (بهاره افشاری) و پسری (دانیال عبادی) است که با موجود تفاوت‌هایی در طبقه اجتماعی و فرهنگی‌شان، سعی دارند تا زندگی به دور از باورهای خانوادشان بسازند.